# Malajzia a 2011-es úszó-világbajnokságon
Malajzia a 2011-es úszó-világbajnokságon 22 sportolóval vett részt.

## Műugrás
Férfi
| Versenyző     | Esemény                      | Selejtező | Selejtező | Elődöntő          | Elődöntő          | Döntő             | Döntő             |
| Versenyző     | Esemény                      | Pont      | Helyezés  | Pont              | Helyezés          | Pont              | Helyezés          |
| ------------- | ---------------------------- | --------- | --------- | ----------------- | ----------------- | ----------------- | ----------------- |
| Yeoh Ken Nee  | Férfi 3 méteres műugrás      | 385.80    | 25        | Nem jutott tovább | Nem jutott tovább | Nem jutott tovább | Nem jutott tovább |
| Bryan Nickson | Férfi 3 méteres műugrás      | 426.75    | 12 Q      | 442.70            | 10 Q              | 404.90            | 11                |
| Bryan Nickson | Férfi 10 méteres toronyugrás | 371.60    | 24        | Nem jutott tovább | Nem jutott tovább | Nem jutott tovább | Nem jutott tovább |
| Ooi Tze Liang | Férfi 10 méteres toronyugrás | 411.90    | 21        | Nem jutott tovább | Nem jutott tovább | Nem jutott tovább | Nem jutott tovább |

Női
| Versenyző                      | Esemény                      | Selejtező | Selejtező | Elődöntő          | Elődöntő          | Döntő             | Döntő             |
| Versenyző                      | Esemény                      | Pont      | Helyezés  | Pont              | Helyezés          | Pont              | Helyezés          |
| ------------------------------ | ---------------------------- | --------- | --------- | ----------------- | ----------------- | ----------------- | ----------------- |
| Cheong Jun Hoong               | Női 1 méteres műugrás        | 241.95    | 18        |                   |                   | Nem jutott tovább | Nem jutott tovább |
| Cheong Jun Hoong               | Női 3 méteres műugrás        | 276.80    | 19        | Nem jutott tovább | Nem jutott tovább | Nem jutott tovább | Nem jutott tovább |
| Ng Yan Yee                     | Női 3 méteres műugrás        | 220.20    | 36        | Nem jutott tovább | Nem jutott tovább | Nem jutott tovább | Nem jutott tovább |
| Pandelela Rinong               | Női 10 méteres toronyugrás   | 330.70    | 4 Q       | 348.70            | 4 Q               | 355.85            | 5                 |
| Traisy Vivien                  | Női 10 méteres toronyugrás   | 274.85    | 16 Q      | 294.35            | 14                | Nem jutott tovább | Nem jutott tovább |
| Leong Mun Yee Ng Yan Yee       | Női 3 méteres szinkronugrás  | 254.40    | 11 Q      |                   |                   | 264.60            | 10                |
| Leong Mun Yee Pandelela Rinong | Női 10 méteres szinkronugrás | 289.50    | 6 Q       |                   |                   | 305.34            | 6                 |

## Úszás
Férfi
| Versenyző            | Esemény                      | Selejtező | Selejtező | Elődöntő | Elődöntő | Döntő             | Döntő             |
| Versenyző            | Esemény                      | Idő       | Helyezés  | Idő      | Helyezés | Idő               | Helyezés          |
| -------------------- | ---------------------------- | --------- | --------- | -------- | -------- | ----------------- | ----------------- |
| Kevin Soow Choy Yeap | Férfi 800 méteres gyorsúszás | 8:18.79   | 40        |          |          | Nem jutott tovább | Nem jutott tovább |

Női
| Versenyző     | Esemény                    | Selejtező | Selejtező | Elődöntő          | Elődöntő          | Döntő             | Döntő             |
| Versenyző     | Esemény                    | Idő       | Helyezés  | Idő               | Helyezés          | Idő               | Helyezés          |
| ------------- | -------------------------- | --------- | --------- | ----------------- | ----------------- | ----------------- | ----------------- |
| Lai Kwan Chui | Női 50 méteres gyorsúszás  | 26.22     | 34        | Nem jutott tovább | Nem jutott tovább | Nem jutott tovább | Nem jutott tovább |
| Cai Lin Khoo  | Női 800 méteres gyorsúszás | 8:57.17   | 26        |                   |                   | Nem jutott tovább | Nem jutott tovább |
| Kah Chan      | Női 50 méteres hátúszás    | 30.22     | 43        | Nem jutott tovább | Nem jutott tovább | Nem jutott tovább | Nem jutott tovább |
| Loh Christina | Női 50 méteres mellúszás   | 32.29     | 20        | Nem jutott tovább | Nem jutott tovább | Nem jutott tovább | Nem jutott tovább |

## Szinkronúszás
Női
| Versenyző(k)                                                                                              | Esemény               | Selejtező | Selejtező | Döntő               | Döntő               |
| Versenyző(k)                                                                                              | Esemény               | Pont      | Helyezés  | Pont                | Helyezés            |
| --- | --------------------- | --------- | --------- | ------------------- | ------------------- |
| Katrina Ann                                                                                               | Egyéni rövid program  | 74.700    | 23        | Nem jutott tovább   | Nem jutott tovább   |
| Katrina Ann Hui Chuen Png                                                                                 | Páros rövid program   | 72.900    | 32        | Nem jutottak tovább | Nem jutottak tovább |
| Katrina Ann Hui Chuen Png                                                                                 | Páros szabad program  | 73.490    | 33        | Nem jutottak tovább | Nem jutottak tovább |
| Katrina Ann Emanuelle Mah Tan Mei May Yeo Pei Ling Hui Chuen Png Mandy Yeap Lee Yhing Huey Lee Zhien Huey | Csapat rövid program  | 72.700    | 20        | Nem jutottak tovább | Nem jutottak tovább |
| Katrina Ann Emanuelle Mah Tan Mei May Yeo Pei Ling Hui Chuen Png Mandy Yeap Lee Yhing Huey Lee Zhien Huey | Csapat szabad program | 73.900    | 18        | Nem jutottak tovább | Nem jutottak tovább |

Tartalék
- Tasha Jane